# 榆園站
榆園站（英語：Elm Park tube station）是倫敦地鐵的一個車站，位於倫敦東北部黑弗靈區的榆園地區。榆園站是區域線的車站，位於倫敦第6收費區。車站開通於1935年。

## 外部連結
- Station under LMS management, October 1935
- View of station entrance, August 2001